# 퓌르스트

독일 후작관(Fürstenkrone)

퓌르스트(독일어: Fürst)는 신성 로마 제국과 독일 제국, 오스트리아 제국에서 사용되었던 후작 칭호로서, 공작보다 낮은 작위이며 백작보다 높은 작위이다. 여성형인 여자 퓌르스트나 퓌르스트 부인을 뜻하는 퓌르스틴 (Fürstin)은 여후작, 후작부인으로 번역할 수 있다.

## 퓌르스트의 종류
퓌르스트 중에는 차기 신성로마황제의 선출권을 가진 선제후(Kurfürst), 제국 의회에 출석할 권한이 있는 제국후(Reichsfürst) 등이 존재하였다.

## 한국어 번역의 문제
독일에는 퓌르스트 이외에도 마르크그라프란 작위가 있다. 이를 영어로 직역할 경우 Marquis가 되는데, 영어의 Marquis는 한국어로 보통 후작으로 옮겨진다. 그리고 독일의 퓌르스트를 영어와 불어에서 Prince 로 옮기는데, 영국과 프랑스에서는 Prince 가 친왕 작위로 공작(Duke)보다 높지만 독일어권의 Fürst 후작으로서 공작(Herzog)보다 낮다.
독일에서는 왕 혹은 영주의 아들을 Prinz 라고 하는데, 이것도 영어에서는 Prince 가 되어서 혼동의 여지가 있다.

## 같이 보기
- 영국 백작(Earl)